# ريتشارد كوبدن
كان ريتشارد كوبدن (3 يونيو 1804 – 2 أبريل 1865) صناعيًا إنجليزيًا وعضوًا راديكاليًا وليبراليًا في مجلس العموم البريطاني، ارتبط اسم كوبدن بحملتين شهيرتين تتعلقان بالتجارة الحرة، رابطة قانون مكافحة الذرة ومعاهدة كوبدن شوفالييه.
في عمر الشباب، كان كوبدن مندوب مبيعات ناجح شارك بملكية أحد المعامل المتخصصة بالطباعة على أقمشة الكاليكو في مدينة سابدين إلا أنه عاش واكتسب شهرة واسعة في مدينة مانشستر. سرعان ما اكتشف كوبدن ميله للسياسة، وغيرت أسفاره وجهة نظره حول التجارة الحرة (غير الحمائية) وازدادت قناعاته المرتبطة بضرورة تبني هذه السياسة الاقتصادية كمفتاح لتحسين العلاقات الدولية.
في عام 1838، أسس كوبدن مع جون برايت رابطة مكافحة قانون الذرة بغية إلغاء قوانين الذرة المرفوضة من قبل أغلبية المزارعين والتي تحمي مصالح أصحاب الأراضي من خلال فرض ضرائب على القمح المستورد، وبالتالي رفع سعر مادة الخبز. حارب كوبدن، بصفته عضو في البرلمان منذ عام 1841، معارضة وزارة بيل لإلغاء القانون إلى أن أُلغي في عام 1846.
مثلت معاهدة كوبدن شوفالييه لعام 1860، مبادرة أخرى من مبادرات دعم التجارة الحرة، إذ عززت من الروابط التي تجمع بريطانيا بفرنسا. أُجريت هذه الحملة بالتعاون بين جون برايت والاقتصادي الفرنسي ميشيل شوفالييه، وتمكنت من تحقيق نجاح كبير حتى مع حالة عدم الثقة تجاه الفرنسيين التي كانت تسيطر على البرلمان البريطاني.

## أولى سنوات حياته

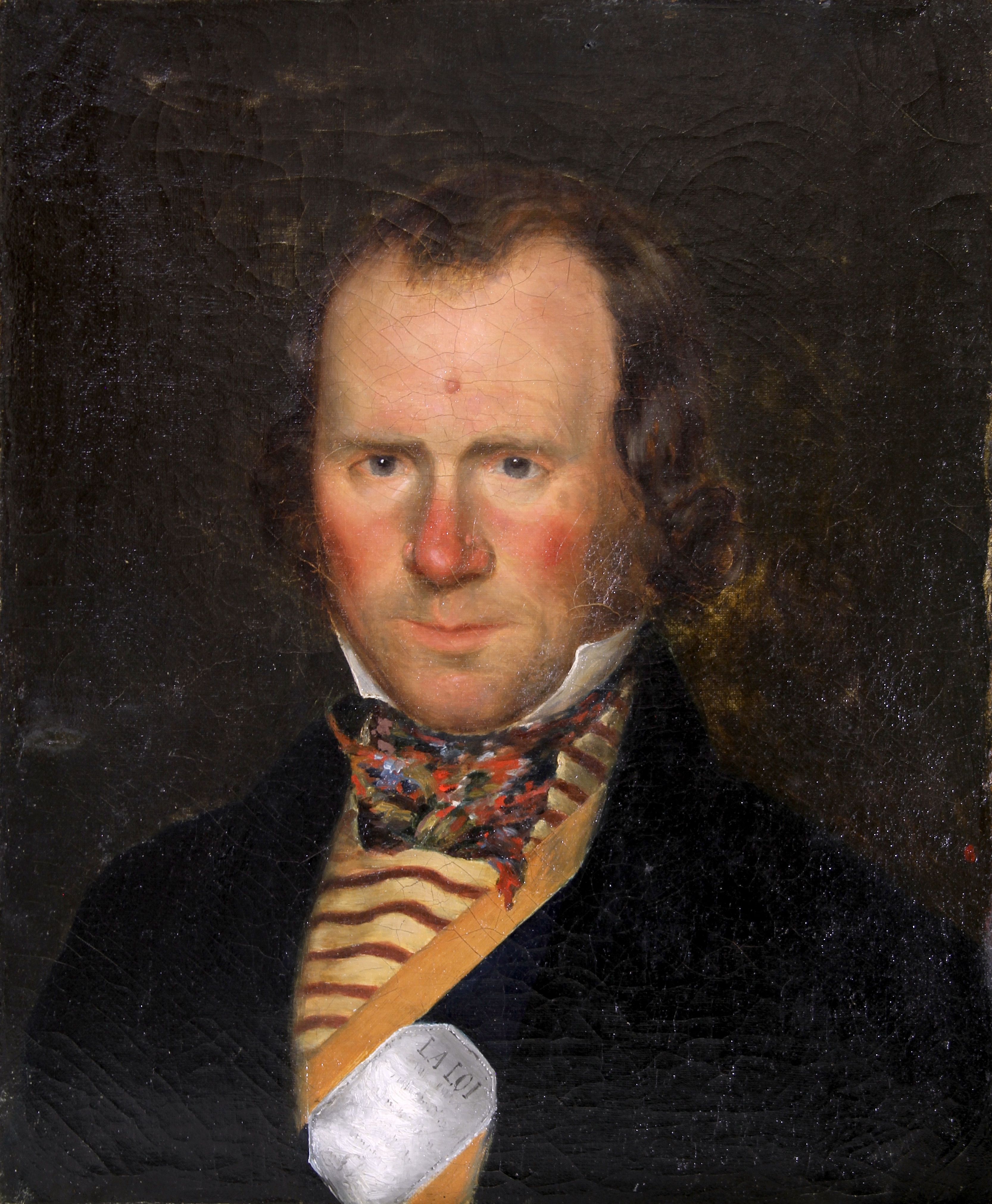
لوحة لريتشارد كوبدن يرتدي شارة السفراء كتبت عليها كلمة «La Loi» بمعنى «القانون»، رُسمت بريشة الرسام الهولندي الفرنسي آري شيفر.

وُلد كوبدن في مزرعة دانفورد في قرية هيشوت بالقرب من مدينة ميدهيرست في مقاطعة ث الإنجليزية. كان ريتشارد الابن الرابع في عائلة مكونة من أب وأم، وليام كوبدن وزوجته ميليسنت كوبدن (ميلينست آمبر قبل الزواج) وأحد عشر ابنًا. أقامت عائلة كوبدن في قرية هيشوت لعدة أجيال، وعمل أفرادها بالزراعة والتجارة. كان جد ريتشارد، ريتشارد كوبدن، يمتلك نزل «بيكس ميل» في نفس القرية، وعمل في مجال زراعة الملت وتخميره، وكان مساعد مأمور القرية وكبير الموظفين العموميين فيها، وكان له دور بارز في إدارة شؤون المقاطعة. مع ذلك تخلى والد ريتشارد، ويليام، عن العمل في التخمير لصالح العمل في الزراعة، وتولى إدارة مزرعة دانفورد بعد وفاة والده في عام 1809. اضطر ويليام لبيع المزرعة بعد فشلها، وانتقلت عائلته إلى مزرعة أصغر في قرية غولارد أواك القريبة، إلا أن ظروف العائلة الاقتصادية لم تتحسن، واضطرت العائلة بحلول عام 1814، وبعد عدة انتقالات، للاستقرار في مزرعة مستأجرة في قرية ويست ميون بالقرب من أبرشية ألتون المدنية في مقاطعة هامبشاير الإنجليزية. 
التحق كوبدن بمدرسة منزلية صغيرة، وانتقل بعدها إلى مدرسة باوز هول في نورث رايدينغ أوف يوركشاير. في الخامسة عشر من عمره انتقل كوبدن إلى لندن للعمل في مجموعة مستودعات تعود ملكيتها إلى عمه ريتشارد وير كول وعمل بعدها مندوبًا لمبيعات المنسوجات المصنوعة من مادتي الموصلي والكاليكو. لم يتلقَ كوبدن الدعم للاستمرار بدراسته، بل وعلى العكس من ذلك، حذره أحد أقاربه من الدراسة بحجة أنها ستشكل عائقًا له في عمله في مجال التجارة، لم يلتفت كوبدن لتحذيرات قريبه، وحاول الاستفادة قدر الإمكان من مكتبة معهد لندن. اضطر كوبدن، بعد فشل عمل عمه، إلى العمل في شركة بارتريدج أند برايس في شارع إيستشيب وسط لندن والتي يعود جزء من ملكيتها لأحد شركاء عمه.
في عام 1828، أسس كوبدن شركته الخاصة مع شريف وجيليت، برأس مال مشترك مع جون لويس، بصفتهم وكلاء شركة فورت إخوان للطباعة على الكاليكو في مانشتسر. في عام 1831، سعى الشركاء لاستئجار مصنع من شركة فورت في قرية سابدين بالقرب من بلدة كليذرو بمقاطعة لانكشاير، إلا أنهما لم يكونا يمتلكان رأس مالٍ كافٍ لذلك. أثار كوبدن وزملاؤه إعجاب القائمين على شركة فورت لدرجة أنهم حصلوا على جزء لا بأس به من أسهم الشركة. ازدهرت الشركة الجديدة، وسرعان ما امتلكت ثلاث منشآت، إحداها متخصصة بأعمال الطباعة في سابدين، ومنفذين للبيع أحدهما في لندن والأخر في مانشستر. كان منفذ البيع في مانشستر تحت إدارة كوبدن الذي استقر في المدينة في عام 1832، وبدأ بذلك رحلة ارتباطه الطويل بالمدينة. عاش كوبدن في أحد منازل شارع كواي، الذي يسمى الآن شارع «منزل كوبدن» تكريمًا لإقامته فيه. كان نجاح مشروع كوبدن حاسمًا وسريعًا، وما لبثت «مطبوعات كوبدن» أن أصبحت معروفة بجودتها على مستوى المقاطعة.[بحاجة لمصدر]
كان من الممكن لكوبدن أن يجمع ثروة ضخمة لو أنه سخر كل طاقاته للعمل، إذ تجاوزت أرباحه السنوية 8000 إلى 10000 جنيه إسترليني، إلّا أن رغبته بالتعلم التي رافقته طوال حياته أخذت الكثير من وقته. نشر كوبدن عدة مقالات، متعلقة بالمواضيع التجارية والاقتصادية، باسم ليبرا المستعار، في صحيفة مانشستر تايمز الأسبوعية. تأثرت بعض أفكار كوبدن بآدم سميث.

## أولى منشوراته

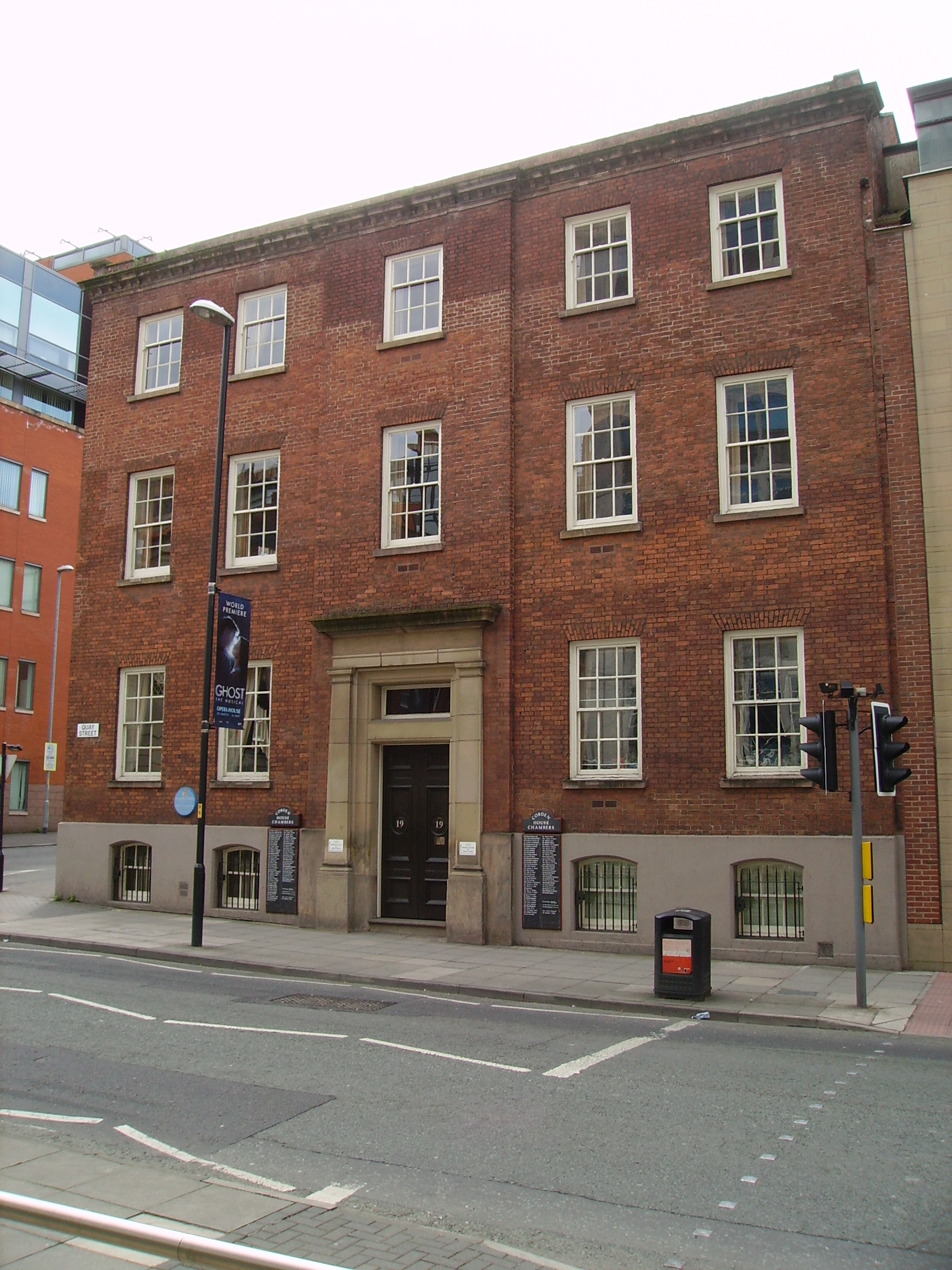
منزل كوبدن في شارع كواي في مانشستر

في عام 1835، نشر كوبدن أول كتيب له بعنوان إنجلترا وإيرلندا وأمريكا بقلم صناعي من مانشستر. دافع كوبدن عن مبادئ السلام وسياسة عدم التدخل والتقشف والتجارة الحرة والتزم بها طوال حياته. زار كوبدن ولاية نيويورك الأمريكية في 7 يونيو من عام 1835. خصص كوبدن ثلاثة أشهر من وقته للتجول في الولايات الأمريكية، إذ تنقل خلال هذه الفترة عبر الولايات الساحلية والأجزاء المجاورة لكندا، وجمع كميات كبيرة من المعلومات المتعلقة بحالة وموارد وإمكانيات شعوب تلك المناطق.
نشر كويدن في نهاية عام 1836 كتيبًا آخر تحت عنوان روسيا بهدف محاربة تفشي رهاب روسيا المستوحى من كتابات السياسي الأسكتلندي ديفيد أوركهارت. تضمن الكتيب الجديد اتهامات جريئة لأنظمة السياسة الخارجية القائمة على أفكار توازن القوى وضرورة تخصيص ميزانيات ضخمة للتسليح لحماية التجارة.
اضطر كوبدن لمغادرة بريطانيا بسبب تراجع وضعه الصحي، وسافر بين نهاية عام 1837 وبداية عام 1837 إلى كل من إسبانيا وتركيا ومصر. خلال زيارته مصر، التقى كوبدن محمد علي باشا. لم يعجب كوبدن بشخصية محمد علي كملك إصلاحي، وعاد إلى بريطانيا في أبريل 1837.

## خطواته الأولى في عالم السياسة

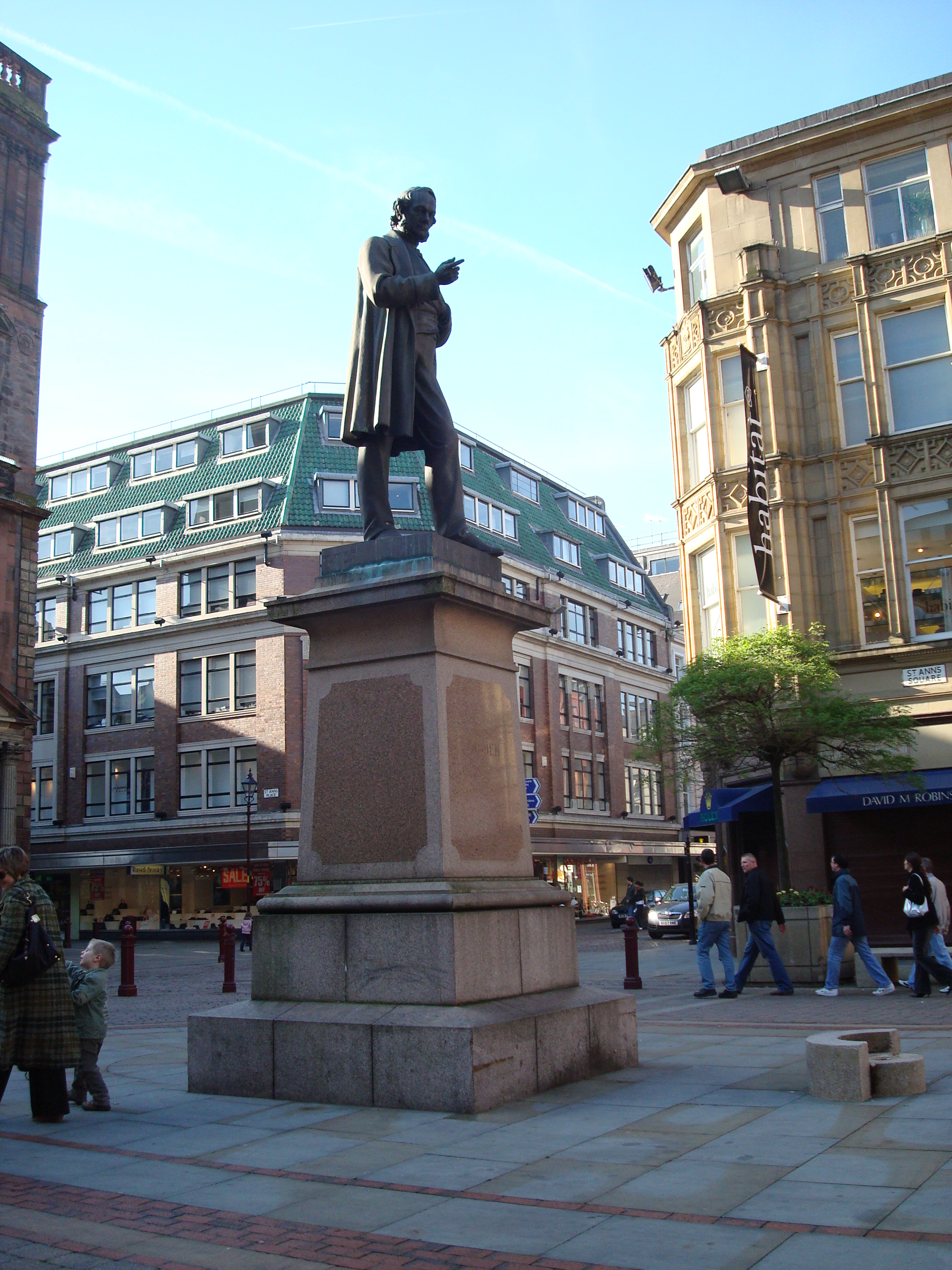
تمثال ريتشارد كوبدن خارج دير سانت آن في مدينة مانشستر، بريطانيا.

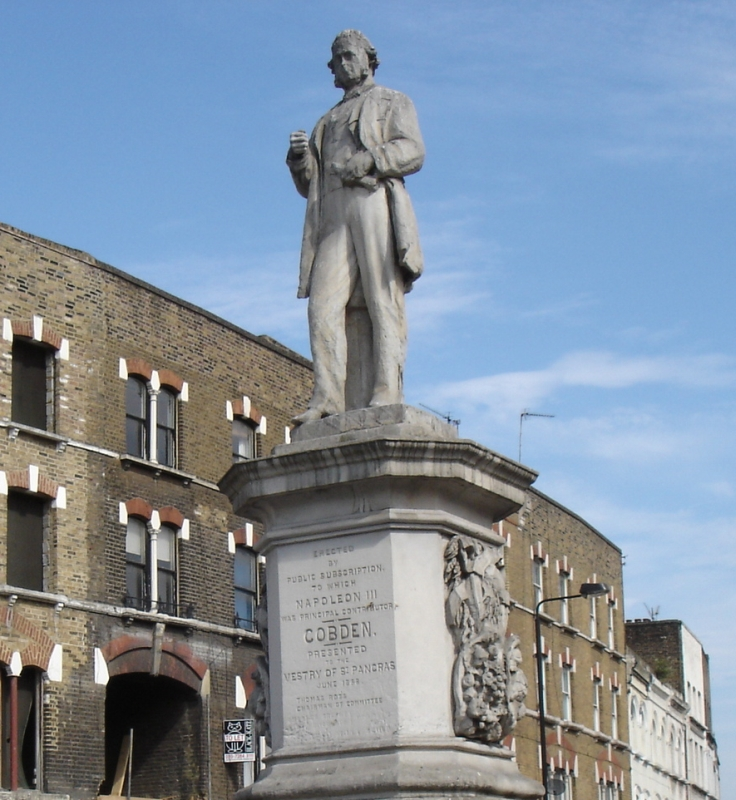
تمثال لريتشارد كوبدن في حي كامدين وسط لندن، بريطانيا.

سرعان ما أصبح كوبدن شخصية بارزة في مجالي السياسة والفكر في مدينة مانشستر. أيد كوبدن تأسيس نادي مانشستر الثقافي وألقى خطاب تنصيبه. كان كوبدن عضوًا في غرفة التجارة المدينة وجزءًا من الحملة الهادفة لتضمينها، وكان من أوائل أعضاء مجلس بلديتها المنتخبين. تزايد في تلك الفترة من حياة كوبدن اهتمامه بقضية التعليم الشعبي واستغل أولى تجاربه بالحديث أمام الجمهور، خلال الاجتماعات التي عقدها في كل من مانشستر وسالفورد وبولتن وروتشديل وغيرها من المدن المجاورة، للدعوة لإنشاء مدارس بريطانية. تعرف كوبدن، خلال إحدى هذه الاجتماعات، على جون برايت. انطلقت، في عام 1837، انتخابات عامة في البلاد بعد وفاة ويليام الرابع وتربع الملكة فيكتوريا على لعرش الملكي. ترشح كوبدن للانتخابات عن مدينة ستوكبورت، دون أن يحالفه الحظ، إذ خسر الانتخابات بفارق ضئيل.